# François Gervais
Pour les articles homonymes, voir Gervais.
François Gervais, né le 11 septembre 1945, est un physicien et essayiste français.
Professeur émérite de l'université de Tours, où il enseigne la physique (il est spécialiste de la thermodynamique) et la science des matériaux, il se fait connaître une fois sa carrière terminée dans les milieux climatodénialistes par ses positions complotistes concernant le changement climatique.

## Carrière scientifique
François Gervais est professeur émérite de l'université de Tours, où il enseigne la physique et la science des matériaux.

## Climatodénialisme
Dans un livre à destination du grand public, publié en 2013 chez Albin Michel, il « s'oppose à la conception univoque et réductrice qui fait du gaz carbonique le responsable de tous les maux » en matière de climat et dénonce des « exagérations alarmistes ». La même année, François-Marie Bréon, chercheur au Laboratoire des sciences du climat et de l'environnement (CEA/CNRS/UVSQ) et coauteur du cinquième rapport du GIEC, dénonce dans Le Monde la présence dans ce livre « d'une série de manipulations, de citations détournées, de données fictives et de courbes tronquées » et le journal relève que ces « travaux » dans le domaine constituent un « pamphlet climatosceptique », auquel l'auteur répond.
François Gervais soumet dans des revues à comité de lecture deux articles sur le sujet du changement climatique, un en 2014 et un autre en 2016, qui ont tous deux fait l'objet de réfutations dans la communauté scientifique,,.
Il défend ses convictions en la matière dans des interviews réalisées sur YouTube pour des partis politiques comme Solidarité et Progrès, qui combat ce qu'il analyse comme l'idéologie malthusienne qui sous-tend la thèse de l'origine humaine du réchauffement climatique, réchauffement qu'il considère comme une mystification,.
Il est membre du comité scientifique de l'Association des climato-réalistes.

## Publications
- Les Nouveaux Supraconducteurs, Tec Et Doc, Sciences Appliquées, 1999.
- L'Innocence du carbone. L’effet de serre remis en question, Albin Michel, 2013.
- L'urgence climatique est un leurre, L'Artilleur, 2018  (ISBN 9782810008513).
- Impasses climatiques : Les contradictions du discours alarmiste sur le climat", L'Artilleur, 2022  (ISBN 978-2-8100-111-79)
- Le déraisonnement climatique, L'Artilleur, 2023  (ISBN 978-2-8100-117-73)
- Il n'y a pas d'apocalypse climatique, L'Artilleur, 2025  (ISBN 978-2-8100-1250-3)

## Distinctions
- Officier de l'ordre des Palmes académiques[14],[15] ;

- Prix Ivan Peychès de l'Académie des sciences en 1995 pour ses travaux sur les rayons infrarouges[16] ;

- Médaille de bronze du CNRS en thermodynamique[14],[15].